# Body Count (Album)
Body Count ist das selbstbetitelte Debütalbum der Rap-Metal-Band Body Count, das zunächst am 30. März 1992 unter dem Namen Cop Killer erschienen war. Nachdem der Warner-Vertrieb etwa eine halbe Million Stück des Albums ausgeliefert hatte, wurde es nach monatelanger Kontroverse am 28. Juli 1992 zurückgezogen und unter neuem Namen und ohne den kontroversen Song Cop Killer, der durch ein Stück namens Freedom of Speech (eine Zusammenarbeit des Sängers Ice-T mit Jello Biafra) ersetzt wurde, neu veröffentlicht. Die ursprüngliche Version war vor allem von Polizeiverbänden angeprangert worden, die Ice-T und seiner Band eine Mitschuld an den einen Monat nach Veröffentlichung des Werks beginnenden Unruhen in Los Angeles gaben. Im US-amerikanischen Präsidentschaftswahlkampf des gleichen Jahres äußerten sich mehrere Kandidaten, darunter Bill Clinton, George Bush und Pat Buchanan, zu diesem Song.

## Musikstil
Body Count gilt heute als wegweisendes Album. Die Zeitschrift Intro bezeichnete es als einen „der ersten Versuche, über eine komplette Albumlänge HipHop und harte Rock-Musik zu verbrüdern“. Damit stellt es auch einen Vorreiter des Nu Metal dar. Die Bandbreite der Songs reicht von Thrash Metal über relativ klassischen Hip-Hop bis hin zur Powerballade The Winner Loses.

## Kontroversen
Am 11. Juni begann die Debatte um das Album, nachdem eine Polizistenvereinigung aus Texas in einer Pressekonferenz an die Öffentlichkeit getreten war, um sich über Body Count zu beschweren. Am folgenden Tag bat ein Mitglied des Stadtrats von Los Angeles, Joan Milke Flores, die sich zu diesem Zeitpunkt als republikanische Kandidatin im Wahlkampf für das US-Repräsentantenhaus befand, Time Warner, das Album freiwillig zurückzuziehen. Sie wandte sich auch an sämtliche Radiosender der Region und bat sie, die Band zu boykottieren, ungeachtet der Tatsache, dass Body Count sowieso nicht gespielt wurden.
Wenige Tage darauf schlossen sich weitere Polizistenvereinigungen Flores an. Der Gewerkschaftsführer der Polizei in Los Angeles meinte zum Song Cop Killer: „This song does nothing but arouse the passions of the criminal element who make the streets of Los Angeles unsafe.“ (Dieser Song spornt die kriminellen Elemente an, die die Straßen von Los Angeles unsicher machen). Die Plattenfirma stellte sich zunächst mit dem Argument der künstlerischen Freiheit auf die Seite der Band. Am 16. Juni forderte der republikanische Gouverneur von Alabama, Guy Hunt, die Plattenläden des Staates auf, das Album nicht mehr zu verkaufen. Am 17. Juni ging bei Time Warner ein von 60 Kongressmitgliedern (von denen 57 der Republikanischen Partei angehörten) unterschriebener Brief ein, der das Unternehmen für den Vertrieb des Albums kritisierte. Kurz darauf nahmen drei der größten Plattenladenketten die Alben aus dem Programm. US-Vizepräsident Dan Quayle nannte das Album obszön. Auch andere Politiker und Personen des öffentlichen Lebens empörten sich über die Inhalte des Albums. Präsident George Bush etwa nannte den Song „krank“ („sick“), einige Polizeivereinigungen riefen zum Boykott aller Time-Warner-Produkte auf und Charlton Heston besuchte eine Aktionärsversammlung des Unternehmens, wo er eine Rede hielt, in der er sich mit den Songs Cop Killer und KKK Bitch auseinandersetzte und Time Warner für deren Verbreitung kritisierte. Der republikanische Präsidentschaftskandidaturanwärter Pat Buchanan äußerte sich mit Bezug auf die Unruhen in Los Angeles: „… where did the mob come from? It came out of rock concerts where rap music celebrates raw lust and cop killing.“ (Woher kam der Mob? Er kam aus Rockkonzerten, bei denen Rapmusiker rohe Wollust und das Töten von Polizisten feiern.)
Das Album erreichte in der entschärften Version Platz 26 der Billboard Charts, nachdem es vor der Debatte konstante Platzierungen zwischen 32 und 50 hatte. Time Warner und Body Count trennten sich kurze Zeit später.

## Titelliste

### Ursprüngliche Version
In dieser Version ist auf dem Cover des Albums ein im Graffiti-Stil gemalter, muskulöser Gangster mit Revolver an der Hüfte und Schloßkette in der Hand zu sehen, auf dessen Brust die Worte Cop Killer tätowiert sind.
1. Smoked Pork
2. Body Count’s in the House
3. Now Sports
4. Body Count
5. A Statistic
6. Bowels of the Devil
7. The Real Problem
8. KKK Bitch
9. C Note
10. Voodoo
11. The Winner Loses
12. There Goes The Neighborhood
13. Oprah
14. Evil Dick
15. Body Count Anthem
16. Momma’s Gotta Die Tonight
17. Out in the Parking Lot
18. Cop Killer

### Neue Version
Das Cop-Killer-Tattoo auf dem Cover wurde in dieser Version durch ein Body-Count-Tattoo ersetzt. Der letzte Song wurde ersetzt durch Freedom Of Speech (Remix unter Verwendung von Jimi Hendrix’ Foxy-Lady-Sample). Das Intro zu Cop Killer („Out In The Parking Lot“) wurde weggelassen.

## Bedeutung der Liedtexte
Die Texte des Albums sind durchsetzt von Ironie und Übertreibung, wie Ice-T in Interviews betonte. Der All Music Guide attestiert den Lyrics eine Comicbuchähnlichkeit. Zwischen einzelnen Liedern finden sich gesprochene Informationen und Statements der Band, wie etwa A Statistic („Im Moment sind mehr Schwarze im Gefängnis als an einem College“). Grundthemen sind insbesondere Polizeigewalt, Rassismus, Drogen und Sex. Textlich hervorstechende Songs sind im Folgenden beschrieben.

### KKK Bitch (Nr. 8)
KKK Bitch (KKK für Ku-Klux-Klan) erzählt von den Tourerlebnissen der Band im Süden der USA. In der Einleitung wird der Song als Love Story angekündigt, es folgt die Geschichte einer Begegnung mit einer gutaussehenden weißen Südstaatlerin, die dem Protagonisten nach dem Geschlechtsverkehr eröffnet, dass ihr Vater der Grand Wizard des Ku-Klux-Klans sei. Mit weißen Laken bekleidet besucht die Band ein Treffen des Klans. Den Hasspredigten setzen Body Count ein Statement gegen Rassismus entgegen, demzufolge sie alle Mädchen lieben, unabhängig von ihrer Herkunft, wenn sie nur für Sex zu haben sind. In die Kritik geriet dieser Song insbesondere für eine Textzeile, die eine sexuelle Beziehung zwischen Ice-T und den zwölfjährigen Nichten von Tipper Gore impliziert.

### Momma’s Gotta Die Tonight (Nr. 16)
Dieser Song handelt von der Beziehung des Ich-Erzählers zu seiner Mutter. Zunächst betont er die Liebe zu seiner Mutter und seinen Dank, bevor er darstellt, warum er sie nun hasst. In einem Dialog erklärt sie ihm, dass man Weißen nicht trauen dürfe, woraufhin der Erzähler fragt „I thought we were all the same momma, why momma?“ (Ich dachte, wir wären alle gleich, Mama, warum, Mama?), was seine Mutter damit beantwortet, dass sie sich solcherlei Fragen verbitte. Als er eines Tages der Mutter eine weiße Freundin vorstellt und dafür geschlagen wird, findet er heraus, dass seine Mutter eine Rassistin ist, woraufhin er sie anzündet. Dem Hörer wird empfohlen, sich bei solchen Auseinandersetzungen entweder deutlich von Rassismus zu distanzieren oder wie beschrieben vorzugehen.

### Cop Killer (Nr. 18)
Cop Killer ist ein aus der Ich-Perspektive geschriebener Song, in dem von den Vorbereitungen zum Mord an einem Polizisten aus Rache für erlittene Misshandlung und Diskriminierung durch Polizeibeamte erzählt wird. Der Song nimmt ausdrücklich Bezug auf Rodney King und den damaligen Polizeipräsidenten von Los Angeles, Daryl Gates (FUCK THE POLICE, for Daryl Gates. – FUCK THE POLICE, for Rodney King.)
Ice-T stellte wiederholt klar, dass es sich bei dem Song nicht um einen Aufruf zur Gewalt handele und er selbst kein „Cop Killer“ sei. Es handele sich um Fiktion, und wer seine Texte wörtlich nähme, hielte vermutlich auch David Bowie für einen Astronauten.